# Put Up or Shut Up
Put Up or Shut Up är den andra EPn av bandet All Time Low.

## Låtlista
1. Coffee Shop Soundtrack (3:01)
2. Break Out! Break Out! (3:03)
3. The Girl's A Straight-Up Hustler (3:38)
4. Jasey Rae (3:39)
5. The Party Scene (2:57)
6. Running From Lions (3:01)
7. Lullabies (4:03)
iTunes Deluxe Edition
8. Coffee Shop Soundtrack (Akustisk Remix) (3:53)
9. Jasey Rae (Akustisk) (3:34)